# Tom Steinbrecher
Tom Steinbrecher (* 4. Juni 1980 in Hamburg) ist ein deutscher Musiker, Sounddesigner, Hörspielproduzent und Autor.

## Leben
Steinbrecher spielte in verschiedenen Bands und war in mehreren musikalischen Projekte, die Jazz Rock, Electro und Heavy Metal abdecken, involviert. Er schrieb Hintergrundmusik für den Rundfunk und das Fernsehen. 2001 komponierte er für eine Website der Jugendserie Die drei ??? die Musik und wurde dadurch in der Hörspielszene bekannt. 2004 stieß er zum Verlag Dreamland Productions und vertonte die Hörspielserien Burg Frankenstein, Dreamland Grusel, Codename SAM. Kurz darauf machte er sich mit seinem eigenen Tonstudio, für Musik und Sound Design, in Hamburg selbstständig. Seither war er für die Abmischungen zahlreicher Hörspiele verantwortlich, zum Beispiel für Labels wie Maritim, Dreamland und Wolfy-Office.
Mit „Andi Meisfeld“ schuf er 2006 eine eigene Jugend-Hörspielserie, bei welcher er nicht nur Autor und Regisseur ist, sondern auch die Hauptrolle spricht. Auch als Sprecher ist er tätig, beispielsweise in Kommissar Dobranski.
Von 2019 bis 2021 war er für das Sound Design und für die Abmischung der vierteiligen Hörspielreihe „Die Prüfung“, von Kim Jens Witzenleiter, verantwortlich. 2021 komponierte er die Musik für Thomas Plums Krimi-Hörspiel Blaues Herz, wofür er auch das Sound Design erstellte.
Seine Musik ist auch im Remake der 80er-Kultserie Macabros zu hören. Ab 2004 war er einige Jahre Gitarrist der Electroband Sin with Sebastian, zusammen veröffentlichten sie 2007 die Single Fuck You (I am in Love). Derzeit ist Steinbrecher Gitarrist in der Band TAG DER HELDEN, welche überwiegend Titelmelodien von Cartoons, Animes, Filmen und Serien performen.
Seit 2022 ist Tom Steinbrecher, als OctoGain, Mentor und Komponist von KiKi Tones. Im selben Jahr wurde das Duo in einer Umfrage vom WDR zur „Besten Band im Westen“ gewählt.
2023 war Steinbrecher für das Sound Design und die Abmischung für das Hörspiel „Wolfy“ zuständig, dabei komponierte er auch den Song „Back Home Again“ als Soundtrack für das Hörspiel, den Text steuerte Kim Jens Witzenleiter bei.
Seit 2024 steuert er, zusammen mit einem Partner, unter dem Pseudonym Nathaniel Steinbrecher der Hörspielserie „Die drei ???“ Hintergrundmusik bei.
2024 erhielt Tom Steinbrecher eine Goldene Schallplatte für seine musikalische Arbeit an dem tonie Hörspiel „Schlummerbande“, welches sich 300.000 mal verkaufte.

## Wissenswertes
Tom Steinbrecher betreibt verschiedene Projekte für jeweils andere Musikgenre. So musiziert er unter dem Pseudonym PLOTZKA Deutsch-Rock und produziert unter dem Namen OctoGain Musik im Stil von 80er Jahre Soundtracks.

## Werke
Hörspielmusik (Auszug)
- 2005: Schreckensnacht auf Burg Frankenstein (Dreamland / Rough Trade)
- 2005: Kampf der Vampire (Dreamland / Rough Trade)
- 2005: Jagd auf den Werwolf (Dreamland / Rough Trade)
- 2006: Monstertestament von Burg Frankenstein (Dreamland / Rough Trade)
- 2006: Lebendig Begraben (Dreamland / Rough Trade)
- 2006: Freak von Soho (Dreamland / Rough Trade)
- 2007: Codename SAM – Der Fluch der Geisterpiraten (Dreamland / Rough Trade)
- 2007: Andi Meisfeld und das Termitenkopftrio (Dreamland / Rough Trade)
- 2007: Wolfsnächte (Dreamland / Rough Trade)
- 2007: Macabros – Die Schreckensgöttin  (Hörspiel Welt / Edel music)
- 2007: Tony Ballard – Die Höllenbrut (Dreamland / Rough Trade)
- 2008: Der Zombie-Macher von Tahiti (Dreamland / Rough Trade)
- 2008: Andi Meisfeld und die Albtraumparty (Dreamland / Rough Trade)
- 2008: Tony Ballard Die Rache des Todesvogels (Dreamland / Rough Trade)
- 2013: Symphony der Angst – Dreamland Soundtrack (Dreamland / Highscore Music)
- 2013: Cally Stronk und Steffen Herzberg: Giraffenaffen – Wir sind da (Oetinger audio) (mit Kay Poppe)
- 2013: Cally Stronk und Steffen Herzberg: Giraffenaffen – Die Schatzsuche (Oetinger audio) (mit Kay Poppe)
- 2019: Jan Tenner - der neue Superheld (Kiddinx / Zauberstern Records)
- 2020: Video-Integrator (Wolfy-Office)
- 2021: Die drei Senioren
- 2021: Blaues Herz (Wolfy-Office)

Musik (Auszug)
- 2007: Sin with Sebastian – F*** You (I Am in Love) (Single) (LIPstick CONfusion)
- 2007: Sin with Sebastian – F*** You (I Am in Love) (Toms Punk Mix) (LIPstick CONfusion)
- 2008: Sin with Sebastian – Punk Pop EP (LIPstick CONfusion)
- 2011: Flashmaster Ray – Der Boss am Bass LP (Electro Rock)
- 2014: Flashmaster Ray – Flashback LP (1984)
- 2015: Best of Hörspielmusik 2005 - 2015 (Highscore Music / Maritim)
- 2016: ALTONA (Highscore Music / Maritim)
- 2021: PLOTZKA -  Bestandsaufnahmesessions (Digital: Highscore Music/Maritim - CD & Vinyl: Wolfy-Shop.de)
- 2023: Back Home Again (Wolfy-Office)